# Benoît Besson

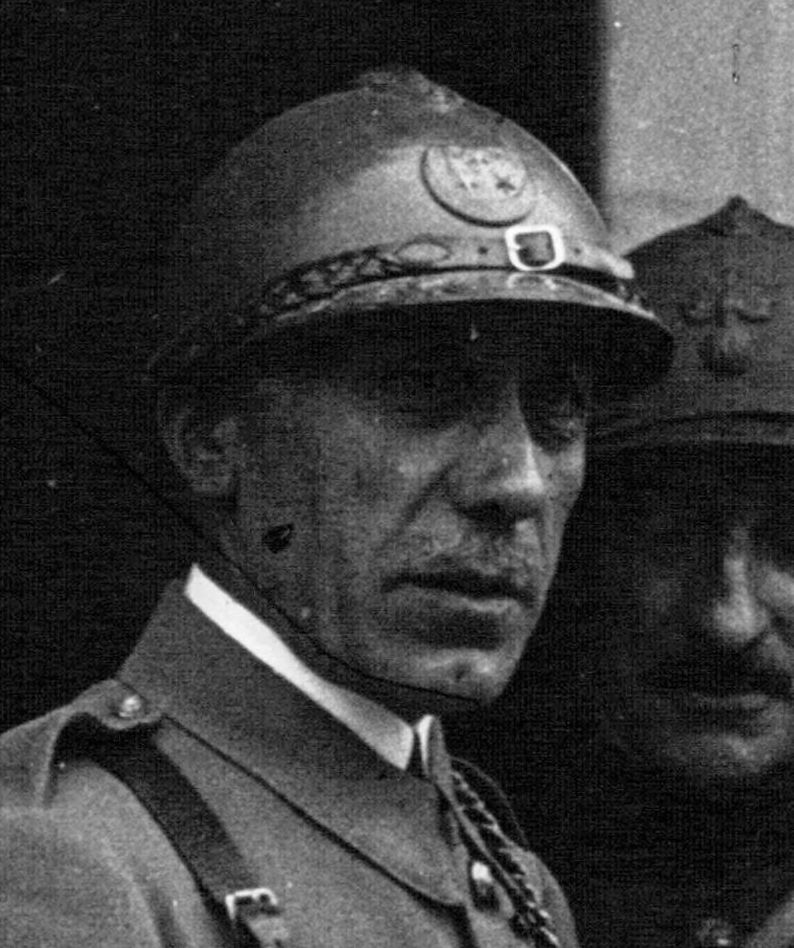
Generalmajor Benoît Besson (1932)

Benoît Antoine Marie Roger Besson (* 14. September 1876 in Pomeys, Département Rhône; † 25. Juli 1969 in Paris) war ein französischer Offizier, der zuletzt als General (Général d’Armée) zwischen 1939 und 1940 Befehlshaber der Heeresgruppe 3 sowie 1940 kurzzeitig Direktor des Kriegsgefangenendienstes war.

## Leben

### Offiziersausbildung und Erster Weltkrieg
Benoît Antoine Marie Roger Besson war der Sohn des Land- und Gutsbesitzers Benoît Besson (1829–1905), der zwischen 1861 und 1882 auch Bürgermeister von Pomeys war, sowie von Marie Durand (1838–1892). Er begann nach dem Schulbesuch am 31. Oktober 1896 eine Offiziersausbildung an der Militärschule Saint-Cyr (École spéciale militaire de Saint-Cyr) in Coëtquidan, die er als Angehöriger des 80. Lehrgangs (promotion de Tananarive) abschloss. Zu seinen Lehrgangskameraden gehörten die späteren Generale Georges Catroux, André Georges Corap, Henry Freydenberg, André Berniquet sowie der spätere Senator Jean de Bertier de Sauvigny. Nach Abschluss der Offiziersausbildung wurde er am 1. Oktober 1898 als Leutnant (Sous-Lieutenant) in das 4. Zuaven-Regiment (4e Régiment de zouaves) übernommen, wo am 1. Oktober 1900 auch seine Beförderung zum Oberleutnant (Lieutenant) erfolgte. In den folgenden Jahren fand er Verwendung im 90. , 99. und 52. Infanterieregiment und wurde dort am 23. Juni 1908 zum Hauptmann (Capitaine) befördert. Am 22. Oktober 1909 wurde er zum 24. Gebirgsjägerbataillon (24e Bataillon de Chasseurs alpins) versetzt und danach am 24. April 1912 in den Stab von General Joseph Gallieni, der zu der Zeit Mitglied im Obersten Kriegsrat war.
Nach der Pensionierung von General Gallieni wurde Besson am 13. Mai 1914 Offizier im Stab von General Charles Lanrezac, der ebenfalls Mitglied des Obersten Kriegsrates war. Zu Beginn des Ersten Weltkrieges erfolgte am 25. Dezember 1914 seine Beförderung zum Major (Chef de bataillon) und bekam am 10. April 1915 das Ritterkreuz der Ehrenlegion verliehen. Am 11. Dezember 1915 wurde er zum 61. Infanterieregiment versetzt. Besson wurde am 11. Januar 1917 zum Oberstleutnant (Lieutenant-Colonel) befördert, wobei diese Beförderung mit Rückwirkung zum 31. Dezember 1916 erfolgte. Er war zwischen dem 18. August 1917 und dem 31. März 1918 Kommandeur des 4. Zuaven-Regiment und danach vom 31. März 1918 bis zum 15. Juni 1919 Chef des Stabes des VIII. Heereskorps (8e Corps d’armée). Dort erfolgte am 28. Juni 1918 seine Beförderung zum Oberst (Colonel).

### Zwischenkriegszeit und Aufstieg zum General

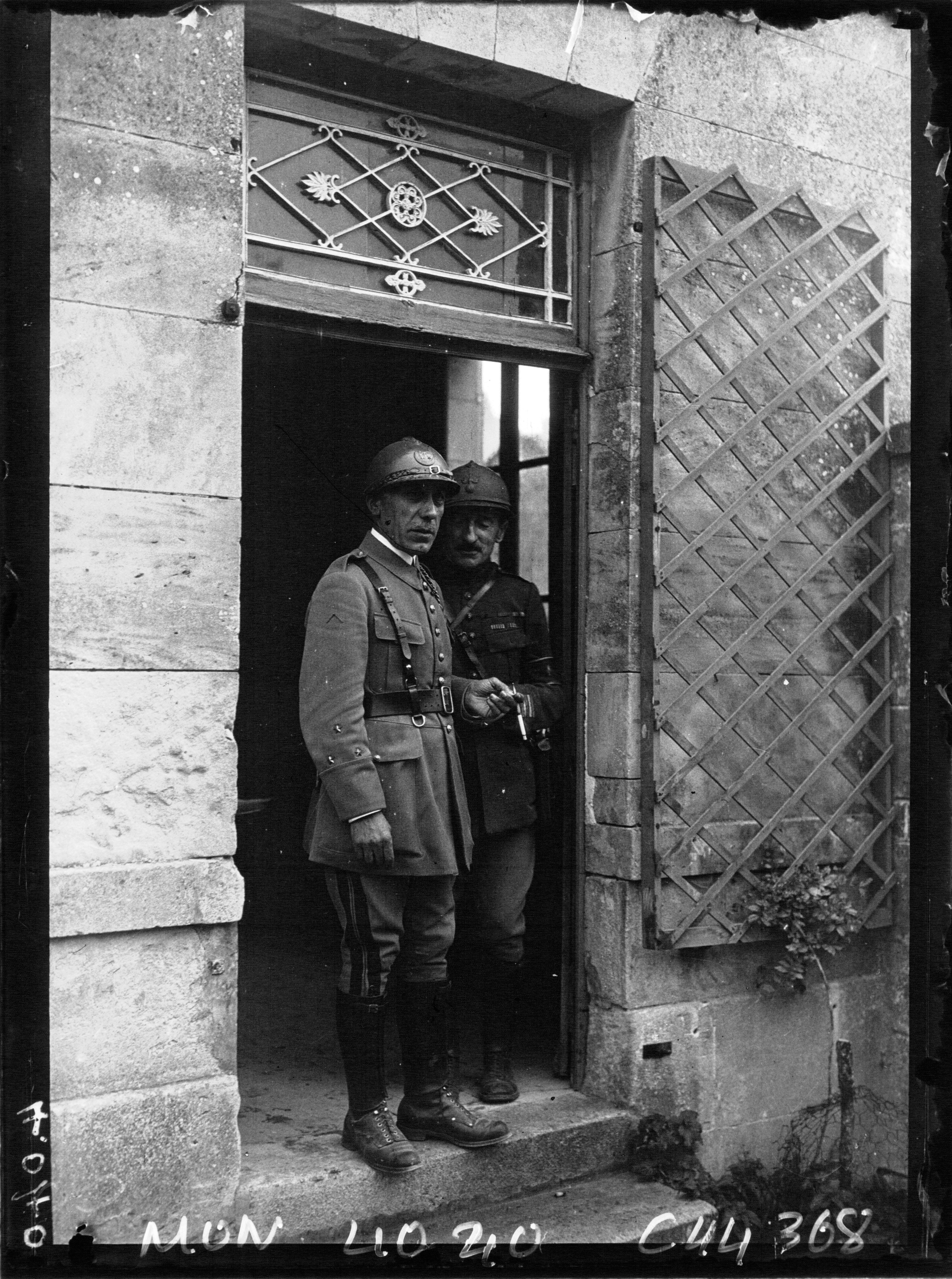
Generalmajor Besson mit seinem damaligen Chef des Stabes (1932).

Nach Kriegsende fungierte er zwischen dem 15. Juni und dem 14. Oktober 1919 als Chef des Stabes des XV. Heereskorps (15e Corps d’armée) sowie im Anschluss vom 14. Oktober 1919 bis zum 24. Dezember 1923 Kommandeur des 141. Infanterieregiments (141e Régiment d’infanterie). Danach war er zwischen dem 24. Dezember 1923 und dem 12. August 1925 erneut Chef des Stabes des XV. Heereskorps. Es folgte vom 12. August 1925 bis zum 9. Februar 1927 eine Verwendung als Stadtkommandant von Marseille, wo am 21. Dezember 1926 seine Beförderung zum Brigadegeneral (Général de brigade) erfolgte. Danach wurde er am 9. Februar 1927 Kommandeur der 58. Infanteriebrigade (58e Brigade d’infanterie) und verblieb auf diesem Posten bis zum 5. Januar 1931. Daraufhin fungierte er zwischen dem 5. Januar 1931 und dem 12. Dezember 1933 als Kommandeur der 15. Infanteriedivision (15e Division d’infanterie) und wurde als solcher am 4. Februar 1931 zum Generalmajor (Général de division) befördert. Zudem wurde er am 10. Juli 1931 Kommandeur der Ehrenlegion.
Nach seiner Beförderung zum Generalleutnant (Général de corps d’armée) am 12. Dezember 1933 war Besson vom 12. Dezember 1933 bis zum 25. Februar 1936 Kommandeur der 16. Militärregion (16e Région militaire) in Montpellier. Im Anschluss bekleidete er zwischen dem 25. Mai 1936 und dem 8. Juli 1937 den Posten als Kommandeur der Militärregion Paris. Am 30. Dezember 1936 wurde er außerdem Großoffizier der Ehrenlegion. Nach seiner Beförderung zum General (Général d’armée) am 8. Juli 1937 war er vom 8. Juli 1937 bis zum 2. September 1939 Mitglied des Obersten Kriegsrates (Conseil supérieur de la guerre).

### Zweiter Weltkrieg
Zu Beginn des Zweiten Weltkrieges wurde General Besson am 2. September 1939 Kommandeur der 6. Armee (6e armée) und verblieb auf diesem Posten bis zum 16. Oktober 1939, woraufhin General René Olry seine Nachfolge antrat. Im Anschluss wurde er am 22. Oktober 1939 Befehlshaber der neu aufgestellten Heeresgruppe 3 (Groupe d’armées n° 3) und verblieb formell bis zum 1. Juli 1940 auf diesem Posten. Die Heeresgruppe 3 bestand aus drei Armeen mit insgesamt 36 Divisionen an der äußerten rechten Flanke der alliierten Linie am Colmar-Mülhausen-Abschnitt der Westfront, geschützt durch das Jura und die Schweiz. Nach dem Durchbruch der deutschen Wehrmacht folgte Besson den Befehlen, und zog sich am 8. Juni 1940 an die Seine hinter den Stellungen an Aisne und Somme bis nach Neufchâtel-sur-Aisne. Er nahm mit seiner Heeresgruppe während des Westfeldzuges unter anderem zwischen dem 9. und 11. Juni 1940 an der Schlacht an der Aisne teil. Als sich seine Männer innerhalb einer Woche in Unordnung zurückzogen, um an der Loire isoliert zu werden, wurde er ein starker Befürworter eines Waffenstillstands und zog dieses Ergebnis dem fortgesetzten sinnlosen Abschlachten seiner Männer vor. 
Besson verbrachte den Rest des Westfeldzuges bis zum Waffenstillstand von Compiègne am 22. Juni 1940 als deutscher Kriegsgefangener. Er war zwischen dem 6. und 28. Juli 1940 noch Inspekteur der 13. Militärregion in Clermont-Ferrand sowie der 16. Militärregion in Montpellier. Zuletzt fungierte er zwischen dem 28. Juli und dem 20. August 1940 als Direktor des Kriegsgefangenendienstes und trat daraufhin in den Ruhestand. Am 16. November 1942 wurde ihm schließlich das Großkreuz der Ehrenlegion verliehen.

## Hintergrundliteratur
- Charles D. Pettibone: The Organization and Order of Battle of Militaries in World War II: Volume VI Italy and France Including the Neutral Countries of San Marino, Vatican, Trafford Publishing, 2010, ISBN 978-1-42694-633-2 (Online-Version)
- Spencer C. Tucker (Herausgeber): World War II: The Definitive Encyclopedia and Document Collection. The Definitive Encyclopedia and Document Collection, ABC-CLIO, 2016, ISBN 978-1-85109-969-6 (Online-Version)